# FK Lovćen
FK Lovćen un club de fotbal din Cetinje, Muntenegru.

## Lotul actual de jucători (2009-2010)
| Nr. |                       | Poziție | Jucător            |
| --- | --------------------- | ------- | ------------------ |
|     | Muntenegru            | P       | Djuran Latkovic    |
| 12  | Muntenegru            | P       | Dragan Draškovic   |
|     | Muntenegru            | P       | Jovan Perovic      |
|     | Bosnia și Herțegovina | P       | Miloš Djurkovic    |
|     | Muntenegru            | F       | Bracan Popovic     |
|     | Muntenegru            | F       | Igor Bigovic       |
|     | Muntenegru            | F       | Ivan Tatar         |
| 16  | Muntenegru            | F       | Luka Vušurovic     |
|     | Muntenegru            | F       | Miloš Radunovic    |
| 6   | Muntenegru            | F       | Miodrag Stanojevic |
|     | Muntenegru            | F       | Mirko Novovic      |
|     | Muntenegru            | F       | Mirko Radišic      |
|     | Muntenegru            | F       | Nikola Krivokapic  |
|     | Serbia                | F       | Stojan Šarac       |
|     | Serbia                | F       | Vladan Tatar       |

| Nr. |            | Poziție | Jucător           |
| --- | ---------- | ------- | ----------------- |
| 15  | Muntenegru | M       | Andrija Pejaković |
| 7   | Muntenegru | M       | Baco Nikolic      |
| 17  | Muntenegru | M       | Dejan Bogdanovic  |
| 13  | Muntenegru | M       | Dušan Martinovic  |
| 14  | Muntenegru | M       | Luka Mirkovic     |
|     | Muntenegru | M       | Miloš Stevovic    |
| 5   | Serbia     | M       | Novica Zajic      |
|     | Muntenegru | M       | Saša Cetkovic     |
|     | Muntenegru | M       | Vukajlo Djukic    |
| 8   | Muntenegru | M       | Zijad Adrovic     |
| 10  | Muntenegru | A       | Ivan Jablan       |
| 9   | Muntenegru | A       | Marko Djurovic    |
|     | Muntenegru | A       | Petar Strugar     |
|     | Muntenegru | A       | Vladan Radunovic  |